# Avallon
Avallon je naselje in občina v osrednji francoski regiji Burgundiji, podprefektura departmaja Yonne. Leta 2008 je naselje imelo 7.321 prebivalcev.

## Geografija
Kraj leži v srednji Franciji ob reki Cousin 34 km jugovzhodno od Auxerra.

## Administracija
Avallon je sedež istoimenskega kantona, v katerega so poleg njegove vključene še občine Annay-la-Côte, Annéot, Domecy-sur-le-Vault, Étaule, Girolles, Island, Lucy-le-Bois, Magny, Menades, Pontaubert, Sauvigny-le-Bois, Sermizelles, Tharot, Thory in Vault-de-Lugny s 11.927 prebivalci.
Naselje je prav tako sedež okrožja, v katerem se nahajajo kantoni Ancy-le-Franc, Avallon, Cruzy-le-Châtel, Flogny-la-Chapelle, Guillon, L'Isle-sur-Serein, Noyers-sur-Serein, Quarré-les-Tombes, Tonnerre in Vézelay s 49.376 prebivalci.

## Zgodovina
V antiki je na tem ozemlju stala rimska pošta, imenovana Aballo.
Leta 470 je v bližini Avallona po bitki z Goti izginil britansko-rimski kralj Riothamus; slednjega je najel v boju proti Gotom zahodnorimski cesar Anthemius. To in ostali vidiki njegovega vladanja so ga naredili za enega od kandidatov za Kralja Arturja z Avallonom kot legendarnim Avalonom.
Avallon je bil v srednjem veku sedež viskontov, odvisen od Burgundskega vojvodstva. S smrtjo Karla Drznega je leta 1477 prešel pod Francosko kraljestvo.

## Zanimivosti
Auxerre je od leta 1995 na seznamu francoskih umetnostno-zgodovinskih mest.
- Kolegial sv. Lazarja, ustanovljen v 12. stoletju,
- cerkev sv. Martina iz sredine 17. stoletja, obnovljena in povečana v letu 1848,
- uršulinski samostan, zgrajen 1629, z urnim stolpom.
- l'Hôpital (1659),
- l'Hôtel de Ville (1770),
- trg s cerkvijo sv. Julijana.

## Pobratena mesta
- Cochem (Nemčija),
- Pepinster (Belgija),
- Saku (Japonska),
- Tenterden (Anglija, Združeno kraljestvo).